# Man or Astro-Man?
Man or Astro-man? is een Amerikaanse surf-rockgroep, die begin jaren 90 werd opgericht. De groep was oorspronkelijk actief van 1992 tot 2001. In 2005 werd de groep heropgericht en bleef toen actief tot 2006. In 2010 volgde een tweede heropleving.
De naam van de groep is afgeleid van de filmposter van de film The Human Vapor. De band maakt veelal gebruik van samples uit oude sciencefictionfilms. Daarop is ook het imago gebaseerd met bizarre outfits, galactisch klinkende namen als Dr. Deleto (al dan niet voorzien van het epitheton "and his invisible vaportron") en Star Crunch. Daar komt nog bij dat de bandleden onverminderd volhouden dat ze zelf buitenaardse wezens zijn. 
De muziek zit boordevol humor en is doorgaans sneller, feller en harder dan de gangbare surfmuziek. Vanaf 2001 werd het stil rondom deze band, maar in 2006 zijn enige liveoptredens gegeven in de oorspronkelijke bezetting.

## Selectieve discografie
- Is it... Man or Astro-Man? (1993)
- Destroy all Astromen (1994)
- Project Infinity (1996)
- Made from Technetium (1997)
- EEVIAC (1999)
- A Spectrum of Infinite Scale (2000)

## Mystery Science Theater 3000
Man or Astro-Man? maakte een cover van de originele titelsong van de serie Mystery Science Theater 3000. Joel Hodgson, de bedenker van deze serie, zong met de groep een live-versie van de titelsong tijdens een optreden in 1996, en verwerkte later referenties naar de band in de serie. 
Gitarist Hayden Thais (Dexter X) en drummer Brian Teasley (Birdstuff) waren ook lid van de band Servotron, vernoemd naar het personage Tom Servo.